# Instituto Estatal Electoral y de Participación Ciudadana de Oaxaca
El Instituto Estatal Electoral y de Participación Ciudadana de Oaxaca (IEEPCO)
Es un organismo público autónomo de carácter permanente, responsable de la organización, desarrollo, vigilancia y calificación de las elecciones, plebiscitos, referendos y revocación de mandato en el Estado, estará a cargo de un órgano denominado Instituto Estatal Electoral y de Participación Ciudadana de Oaxaca y del Instituto Nacional Electoral, gozara de autonomía en su funcionamiento e independencia en sus decisiones, en términos de lo previsto en la Constitución Política de los Estados Unidos Mexicanos, esta Constitución y la Legislación correspondiente.
Tiene como finalidad organizar y celebrar las elecciones locales de autoridades de los ayuntamientos, de las personas que fungen como legisladoras en el Congreso del Estado de Oaxaca. También celebra las elecciones de la persona titular del ejecutivo del estado, el cual se denomina Gubernatura.
El Estado de Oaxaca cuenta con 570 municipios los cuales están divididos en dos regímenes electorales, 418 eligen a sus autoridades mediante una gran diversidad de métodos pues su régimen es de Sistemas Normativos Indígenas antes denominados Usos y Costumbres y 152 lo hacen a través de Partidos Políticos.
El instituto se creó mediante el decreto de la Ley de Instituciones y Procedimientos Electorales del Estado de Oaxaca (LIPEEO) el 3 de junio del 2017.

## Historia

### Antecedentes
Hasta 1992, la organización de las elecciones en el Estado de Oaxaca, eran coordinadas por la Secretaría General de Gobierno (SEGEGO), oficina adjunta al Ejecutivo del Estado, situación que siempre ponía en dudas los resultados electorales, pues se limitaba la participación de las y los ciudadanos en la elección de sus autoridades.

## Marco jurídico
Dentro de las leyes que rigen el actuar, obligaciones y procedimientos del IEEPCO son las siguientes:
- Ley General de Instituciones y Procedimientos Electorales
- Ley General del Sistema de Medios de Impugnación en Materia Electoral
- Ley General en Materia de Delitos Electorales
- Ley General de Partidos Políticos

y leyes locales como son:
- Ley de Instituciones y Procedimientos Electorales del Estado de Oaxaca
- Ley del Sistema de Medios de Impugnación en Materia Electoral y de Participación Ciudadana para el Estado de Oaxaca, entre otras.

## Estructura[2]
Todas las actividades que desarrolla se rigen principalmente por la Ley de Instituciones y procedimientos Electorales del Estado de Oaxaca. Su estructura es la siguiente:
- Consejo General.  El Consejo General del Instituto Estatal es el órgano superior de dirección y deliberación,responsable de vigilar el cumplimiento de las disposiciones, principios constitucionales y legales en materia electoral, sus decisiones se asumen de manera colegiada, en sesión pública y se integrará garantizando el principio de paridad de género, de la siguiente manera:
  - Una Consejera o Consejero Presidente;
  - Seis consejeras o consejeros electorales;
  - Una Secretaria o Secretario Ejecutivo; y
  - Una persona representante por cada partido político con registro nacional y local. Así como representantes de las candidatas y candidatos independientes a la titularidad de la Gubernatura, únicamente en proceso electoral.

- Secretaría Ejecutiva. Representa legalmente al instituto y coordina la Junta General Ejecutiva, conduce la administración y supervisa el desarrollo de las actividades de los órganos ejecutivos y técnicos del Instituto.

- Junta General Ejecutiva. Es el órgano colegiado de naturaleza ejecutiva, técnica y de apoyo, encargada de velar directamente por el buen desempeño y  funcionamiento de los órganos ejecutivos y desconcentrados del Instituto Estatal.   La Junta General Ejecutiva será presidida por el presidente del Consejo General y se integrará con el Secretario Ejecutivo y con los directores ejecutivos del Instituto Estatal.

- Órgano Interno de Control. La Contraloría General del Instituto Estatal será el órgano facultado para conocer de las infracciones administrativas que cometan el Consejero Presidente, los consejeros electorales y el Secretario Ejecutivo e imponer, en su caso las sanciones aplicables conforme a lo dispuesto en esta Ley.